# Tupí
Pour les articles homonymes, voir Tupis.
Le tupí ou tupi, en catalan tupí ou formatge de tupí, en espagnol tupí ou queso de tupí, est un fromage des Pyrénées catalanes (Cerdagne, Alt Urgell, Pallars).

## Description
Le tupí est un fromage gras, à la consistance onctueuse, à la saveur prononcée. Il est généralement consommé avec du pain et du vin, mais est également utilisé pour préparer une crème qui peut accompagner d'autres plats. 

## Fabrication
Le tupí est préparé à partir de lait de brebis ou de vache, auquel on ajoute de l'eau-de-vie de vin (comme Aguardiente) ou d'une autre boisson fortement alcoolisée. Le lait doit être réchauffé à environ 35 °C. On dilue de la fleur de chardon (coagulant) dans de l'eau avant de l'ajouter au lait. Une fois que le lait a coagulé, il est pressé à la main pour lui donner la forme d'une boule, puis placé dans une faisselle pour être égoutté jusqu'à ce qu'il ne rende plus de liquide. Il est ensuite placé dans un vase avec l'eau-de-vie de vin ; le tout doit être mélangé à intervalles réguliers pendant quatre ou cinq jours, avant de laisser reposer pendant au moins deux mois pour atteindre la consistance désirée. On peut également y ajouter de l'huile d'olive.